# Klinička bolnica Sveti Duh
Klinička bolnica Sveti Duh hrvatska je zdravstvena ustanova. Nalazi se na Svetom Duhu u Zagrebu. Najstarija je hrvatska bolnica.

## Povijest
Bolnca je s radom započela 1804. godine, te ima neprekinutu tradiciju.

## Ustroj
Bolnica ima kapacitet od 500 bolesničkih kreveta za odrasle i 70 kreveta za novorođenčad, te oko 120 ambulanti i dijagnostičkih službi.
Bolnica je ustrojena kao jedinstvena tehnološka cjelina s devet stacionarnih djelatnosti i šesnaest specijalističko-konzilijarnih i dijagnostičkih djelatnosti organiziranih u šest klinika i osam zavoda i Središnji hitni prijam.
Bolnica je članica sustava znanosti i visoke naobrazbe. Klinike, zavodi i referalni centri nastavna su baza Medicinskog fakulteta Sveučilišta u Zagrebu, Medicinskog fakulteta Sveučilišta u Osijeku, Medicinskog fakulteta Sveučilišta u Splitu i Medicinskog fakulteta Sveučilišta u Mostaru.

### Klinike i zavodi
- Klinika za unutarnje bolesti
- Klinika za kirurgiju
- Klinika za ginekologiju i porodništvo
- Klinika za neurologiju
- Klinika za anesteziologiju, reanimatologiju i intenzivno liječenje
- Klinika za očne bolesti
- Zavod za otorinolaringologiju i kirurgiju glave i vrata
- Zavod za urologiju
- Zavod za ortopediju
- Zavod za fizikalnu medicinu, rehabilitaciju i reumatologiju
- Zavod za radiologiju
- Zavod za medicinsko laboratorijsku dijagnostiku
- Zavod za patologiju i citologiju
- Zavod za kliničku mikrobiologiju i hospitalne infekcije
- Središnji hitni prijam
- Ljekarna bolnice

### Knjižnica
- Medicinska knjižnica bolnice[1]

### Bolnička kapelica
- Bolnička kapelica Blažene Djevice Marije[2]

## Vanjske poveznice
Mrežna mjesta
- Klinička bolnica Sveti Duh, službeno mrežno mjesto